# Bois-Seigneur-Isaac
Bois-Seigneur-Isaac is een dorp in de Belgische provincie Waals-Brabant. Het ligt in Ophain-Bois-Seigneur-Isaac, een deelgemeente van Eigenbrakel. Bois-Seigneur-Isaac ligt in het zuiden van de deelgemeente, tegen de grens met Haut-Ittre.

## Geschiedenis
Rond het jaar 1000 leefde een Isaac van Valenciennes, heer van Itter, Thibermont en Kasteelbrakel, van wie de naam aan het goed Bois-Seigneur-Isaac zou zijn gegeven. In de dertiende eeuw stond er al een omwalde burcht.
In 1414 werd er een klooster van augustijnen gevestigd, dat in 1580 door Willem de Zwijger werd verwoest. Het werd herbouwd maar onder de Franse Revolutie opgeheven. De kapel (1558), genaamd du Saint-Sang de Miracle is overgebleven en is beschermd als Uitzonderlijk erfgoed van Wallonië.
Bois-Seigneur-Isaac hing af van de kasselrij 's-Gravenbrakel, onder het graafschap Henegouwen.
Op het eind van het ancien régime werd Bois-Seigneur-Isaac een gemeente. De gemeente werd bij keizerlijk decreet van 1811 al opgeheven en met het noordelijker Ophain samengevoegd tot de nieuwe gemeente Ophain-Bois-Seigneur-Isaac.

## Bezienswaardigheden
- Het kasteel van Bois-Seigneur-Isaac (beschermd als Uitzonderlijk erfgoed van Wallonië) verving in de 18de eeuw het middeleeuwse slot, dat nog had toebehoord aan de familie van Sint-Aldegonde. Toen het goed op het eind van de 18de eeuw behoorde aan de familie Cornet de Grez, heren van Dworp, werd het huidige kasteel gebouwd. Door huwelijk van een dochter uit deze familie werd het bezit van de oudste tak van de familie Snoy et d'Oppuers, die er zijn familiecentrum van maakte.
- De Priorij van Bois-Seigneur-Isaac van de Augustijnen werd gesticht in 1413. Na vernieling tijdens de godsdienstoorlogen herbouwd in 1613-1615 en later in 1764 en 1781. Het toegangsgebouw is in classicistische stijl (1764). De Heilig Bloedkapel werd herbouwd in 1585-1597 in laatgotische stijl.
- De Abdij van Nizelles was een cisterciënzerabdij die een filiaal was van de Abdij van Moulins en in 1439 werd gesticht. Diverse malen herbouwd en uitgebreid, waaronder in de 17e en 18e eeuw. In 1784 werd de abdij opgeheven. Een deel der gebouwen werd gesloopt. De kerk werd in 1854 door brand verwoest. Een deel van het gotisch koor van omstreeks 1500 bleef bewaard. Ook is er een kloostergang van 1736.

## Natuur en landschap
Bois-Seigneur-Isaac ligt op een hoogte van 146 meter aan de voormalige abdijkerk.

## Verkeer en vervoer
Door Bois-Seigneur-Isaac loopt de N28 tussen Halle en Nijvel. De weg wordt er gekruist door de N280 van Itter naar Witterzée.

## Nabijgelegen kernen
Ophain, Haut-Ittre, Nijvel, Lillois-Witterzee
Deelgemeenten: Eigenbrakel · Lillois-Witterzée · Ophain-Bois-Seigneur-Isaac

Overige dorpen en gehuchten: Belles-Pierres · Bois-Seigneur-Isaac · Hougoumont · Les Culots · L'Ermite · L'Estrée · Lillois · Mont-Saint-Pont · Odeghien · Ophain · Paudure · Sart-Moulin · Sept Fontaines · Witterzée

Belgische gemeenten · Arrondissement Nijvel · Waals-Brabant · Wallonië